# Adeline Plunkett
Adeline Plunkett, née Gertrude Adeline de Plunkett le 31 mars 1824 à Bruxelles et morte le 8 novembre 1910 à Paris, est une danseuse belge qui se produisit, entre autres, au Her Majesty's Theatre, à la Fenice et à l'Opéra de Paris où elle tint les rôles principaux.

## Biographie
Sœur de la comédienne Eugénie Doche, Adeline de Plunkett provient d'une famille noble flamande originaire d'Irlande.
Elle fit son apprentissage à Paris grâce à Jean-Baptiste Barrez, avant de faire ses débuts de scène à Trieste en 1841. Entre 1843 et 1844, elle se produit au Her Majesty's Theatre de Londres, où elle se fait réellement remarquer.
À partir de 1845, elle devient la principale danseuse de l'Opéra de Paris par la création de nombreux rôles dans les opéras de l'époque : La Péri (1845), Ozaï, ou l'insulaire (ballet-pantomime de 1847, avec Henri Desplaces) ; Nisida, ou les Amazones des Açores (ballet de François Benoist de 1848, avec Lucien Petipa) ; Vert-Vert (ballet-pantomime de 1851 par Edme-Marie-Ernest Deldevez). Le 26 juin 1845, elle danse aussi dans Robert le Diable au Covent Garden avec le théâtre royal de la Monnaie de Bruxelles.
À Londres, elle danse avec Carlotta Grisi et Adèle Dumilâtre. Le jour de la première de Ondine, ou la Naïade et le Pêcheur de Jules Perrot, elle manque de provoquer un scandale en frappant dans les coulisses la danseuse Elisa Scheffer, sa rivale dans les faveurs du comte de Pembroke.
En 1856, elle est engagée par La Fenice où elle danse dans plusieurs œuvres de Giuseppe Rota, avant de se produire à Rome.
Elle apparait encore dans quelques spectacles avant de mettre fin à sa carrière en 1861, puis d'épouser Paul Dalloz en 1874.